# Don McGuire
Don McGuire (* 28. Februar 1919 in Chicago, Illinois; † 13. April 1999 in Los Angeles, Kalifornien) war ein US-amerikanischer Schauspieler, Drehbuchautor, Filmregisseur und Filmproduzent.

## Leben
McGuire trat während des Zweiten Weltkriegs in die United States Army ein, wurde aber nach einem Autounfall aus dem Dienst entlassen. Nach der Army war er zeitweilig als Fotograf für die Chicago Tribune tätig. Mitte der 1940er Jahre zog er nach Los Angeles, wo er zunächst als Presseagent für den Schauspieler Smiley Burnette arbeitete. 1945 war er eigentlich nur als Begleitung bei einem Casting, wurde dort aber selbst von den Verantwortlichen von Warner Bros. unter Vertrag genommen. In der Folge hatte er kleinere Schauspielrollen  neben Red Skelton und Frank Sinatra, mit dem ihn eine Freundschaft verband. Nachdem 1950 zwei seiner Drehbuchvorlagen verfilmt worden waren, schrieb er 1951 ein erstes Drehbuch für den Musikfilm Zu allem entschlossen mit Frank Sinatra in der Hauptrolle. Eine weitere Freundschaft verband ihn mit Jerry Lewis, 1954 und 1955 schrieb er Drehbücher für zwei Filme des Gespanns Lewis und Dean Martin. Ebenfalls 1955 adaptierte er den Roman Bad Times at Hondo von Howard Breslin für John Sturges’ Thriller Stadt in Angst mit Spencer Tracy, Robert Ryan, Ernest Borgnine und Lee Marvin. Der Film war für drei Oscars nominiert.
1956 führte er erstmals Regie, er drehte den Western Johnny Concho mit Frank Sinatra in der Hauptrolle. Im darauf folgenden Jahr drehte er Der Held von Brooklyn, den ersten Jerry Lewis-Film nach Ende der Partnerschaft mit Dean Martin. Nach einer letzten Spielfilm-Regiearbeit wandte sich McGuire Ende der 1950er Jahre dem Fernsehen zu. Gemeinsam mit Jackie Cooper erschuf er die Sitcom Hennessey, die zwischen 1959 und 1962 produziert wurde, und an der er auch als Autor und Regisseur tätig war. Mitte der 1960er Jahre zog er sich aus dem Film- und Fernsehgeschäft zurück. In den 1970er Jahren entwickelte er mit Larry Gelbart die Idee für einen Film über einen arbeitslosen Schauspieler, der sich als Frau ausgibt, um an Rollen zu kommen. Es dauerte jedoch bis Anfang der 1980er Jahre, dass die Idee umgesetzt wurde, nachdem Dustin Hoffman den Stoff entdeckt hatte und daraus Tootsie entstand. Gemeinsam mit Gelbart und Drehbuchautor Murray Schisgal war McGuire 1982 für den Oscar nominiert.
Don McGuire verstarb 1999 an Komplikationen einer kurzen, schweren Krankheit.

## Filmografie (Auswahl)

### Schauspiel
- 1945: Pride of the Marines
- 1945: Ein Mann der Tat (San Antonio)
- 1946: Humoreske (Humoresque)
- 1947: Besuch in Kalifornien (The Man I Love)
- 1947: Nora Prentiss
- 1947: Hemmungslose Liebe (Possessed)
- 1948: Dieser verrückte Mr. Johns! (The Fuller Brush Man)
- 1951: Doppeltes Dynamit (Double Dynamite)
- 1957: Die Nacht kennt keine Schatten (Fear Strikes Out)
- 1959: Der Mann aus Philadelphia (The Young Philadelphians)

### Drehbuch
- 1950: Der Gangsterboß von Rocket City (The Underworld Story)
- 1952: Zu allem entschlossen (Meet Danny Wilson)
- 1954: Der Zirkusclown (3 Ring Circus)
- 1955: Maler und Mädchen (Artists and Models)
- 1955: Stadt in Angst (Bad Day at Black Rock)
- 1956: Johnny Concho
- 1957: Der Held von Brooklyn (The Delicate Delinquent)
- 1959–1962: Hennesey (Fernsehserie)
- 1982: Tootsie

### Produktion
- 1951: Zu allem entschlossen (Meet Danny Wilson)
- 1960: Hennesey (Fernsehserie)
- 1965: McGhee (Fernsehfilm)

### Regie
- 1956: Johnny Concho
- 1957: Der Held von Brooklyn (The Delicate Delinquent)
- 1960–1961: Hennesey (Fernsehserie)
- 1965: Mona McCluskey (Fernsehserie)

## Auszeichnungen
- 1983: Oscar-Nominierung in der Kategorie Bestes Originaldrehbuch für Tootsie